# Windhoek-Tauben Glen
Tauben Glen ist eine Vorstadt bzw. Stadtteil der namibischen Landeshauptstadt Windhoek, in der Region Khomas.
Der Stadtteil Windhoek-Tauben Glen befindet sich im Westen der Stadt. Er grenzt im Osten an den Windhoek-Hochland Park.
Die Vorstadt grenzt im Norden an die namibische Hauptstraße C28 sowie im Westen an den Western Bypass.
Durch Tauben Glen fließt, vom Osten her kommend in Richtung Norden, Windhoeks längster Trockenfluss bzw. Rivier, der Arebbusch, welcher in den Goreangab-Stausee mündet und schließlich als Otjiseru den Swakop speist.
In Windhoek-Tauben Glen befindet sich u. a. eine Kirche, sowie im Südosten das Concordia College Namibia.